# Цельноголовые
Цельноголо́вые или слитночерепны́е (лат. Holocephali) — подкласс хрящевых рыб, состоящий в основном из ископаемых видов. Содержит лишь один современный отряд — химерообразные (Chimaeriformes). Самые древние ископаемые этого подкласса принадлежат верхнему девону.

## Особенности анатомии
Одна пара жаберных отверстий создаёт впечатление неразделенного цельного черепа, что сильно контрастирует с подклассом пластиножаберных, у которых две и более пары жаберных отверстий. Такое строение обусловлено тем, что четыре жаберные щели рыб этого подкласса прикрыты кожной складкой. Клоаки у цельноголовых нет, а длина их тела не превышает 1,2 метра. Типичные внешние признаки — большие глаза, свойственные глубоководным рыбам, большая голова и длинный хвост.

## Классификация
Подкласс включает в себя несколько отрядов, только один из которых — химерообразные — является ныне живущим. Несмотря на веские доказательства существования древних видов, входящих в отряд, их связь с современными видами отряда химерообразных плохо объяснена, так как недостаточно полноценных ископаемых останков.
В подкласс включают следующие отряды:
- Отряды incertae sedis
  - † Отряд Iniopterygiformes — Иниоптеригообразные
  - † Отряд Orodontiformes — Ородонтообразные
  - † Отряд Eugeneodontiformes — Евгенеодонтообразные
  - † Отряд Petalodontiformes — Петалодонтообразные
  - † Отряд Debeeriiformes — Дебеериеобразные
  - † Отряд Helodontiformes — Гелодонтообразные
- Надотряд Holocephalimorpha — Голоцефаломорфы
  - † Отряд Psammodontiformes — Псаммодонтообразные
  - † Отряд Copodontiformes — Коподонтообразные
  - † Отряд Squalorajiformes — Акулоскатообразные
  - † Отряд Chondrenchelyiformes — Хондренхейлиеобразные
  - † Отряд Menaspidiformes — Менаспидообразные
  - † Отряд Cochliodontiformes — Кохлиодонтообразные
  - Отряд Chimaeriformes — Химерообразные